# François Verry
François Verry (Straatsburg, 1951) is een Frans pianist, pianofortespeler en organist.

## Levensloop
Verry volbracht zijn studies aan het Conservatorium van Straatsburg, (orgel bij Mark Schaefer en piano bij Hélène Boschi) die hij bekroonde met een Gouden medaille en met een 'Prix Interrégional'. Hij ging zich verder volmaken bij internationaal bekende musici.
Hij werd vooral beïnvloed door de Weense pianist Jörg Demus die hem de pianoforte leerde kennen. Verry werd laureaat op de internationale wedstrijd pianoforte van Fribourg en behaalde de Tweede prijs in het internationaal pianoforteconcours, gehouden in 1983 in het kader van het Festival Musica Antiqua in Brugge.
François Verry werd docent pîano aan het Conservatorium van Belfort. Daarnaast is hij een verwoed verzamelaar van oude instrumenten. Hij bezit onder meer oude pianofortes van de merken Balachovits en Pleyel. Op deze instrumenten geeft hij concerten. 
Hij concerteert op harmonium of op orgel, onder meer met het Vocaal ensemble 'Arcanes', met het 'Ensemble vocal du Pays de Thann'  en met het koor "Les Baladins de La Douce" van Bavilliers, geleid door Béatrice Verry. Op harmonium concerteert hij met de pianiste Celine Nicoud. Hij concerteert op piano of pianoforte met de barokviolist Felix Verry, zijn zoon. Hij begeleidt de baryton Jean-Louis Georgel, specialist van het Duitse Liedrepertoire. Hij speelt ook in trio met de cellisten Thérèze Meyer en Philippe Bussiere.
Hij speelt regelmatig op het orgel van de protestantse Temple St Jean in Belfort, waarvan hij de titularis is.
Hij maakt deel uit van de Fédération des orgues du Territoire de Belfort, gewijd aan de orgels en de harmoniums om en rond Belfort. Verry is er de verantwoordelijke voor de activiteiten rond harmoniums.

## Discografie
Verry heeft opnamen gedaan met werk van de zoons Bach, Schubert, Mendelssohn, Francois Boieldieu (1775-1834).